# Stazione di Porto Torres
Stazione di Porto Torres vasútállomás Olaszországban, Szardínia régióban, Porto Torres településen.

## Vasútvonalak
Az állomást az alábbi vasútvonalak érintik:
- Ozieri Chilivani–Porto Torres Marittima-vasútvonal

## Kapcsolódó állomások
A vasútállomáshoz az alábbi állomások vannak a legközelebb: 
- Porto Torres Marittima railway station
- San Giovanni railway halt
- Stazione di Porto Torres Marittima